# Abu-Muhàmmad Abd-Al·lah ibn Abd-al-Wàhid
Abu-Muhàmmad Abd-Al·lah ibn Abd-al-Wàhid fou fill de Abu-Muhàmmad Abd-al-Wàhid ibn Abi-Hafs. El 1226 va ser nomenat pel califa almohade governador de l'Ifríqiya, però fou enderrocat en un cop de palau pel seu germà Abu-Zakariyya Yahya ibn Abd-al-Wàhid representant de la puresa almohade, que va assolir el govern el 1228.